# Zofia Jaroszewska

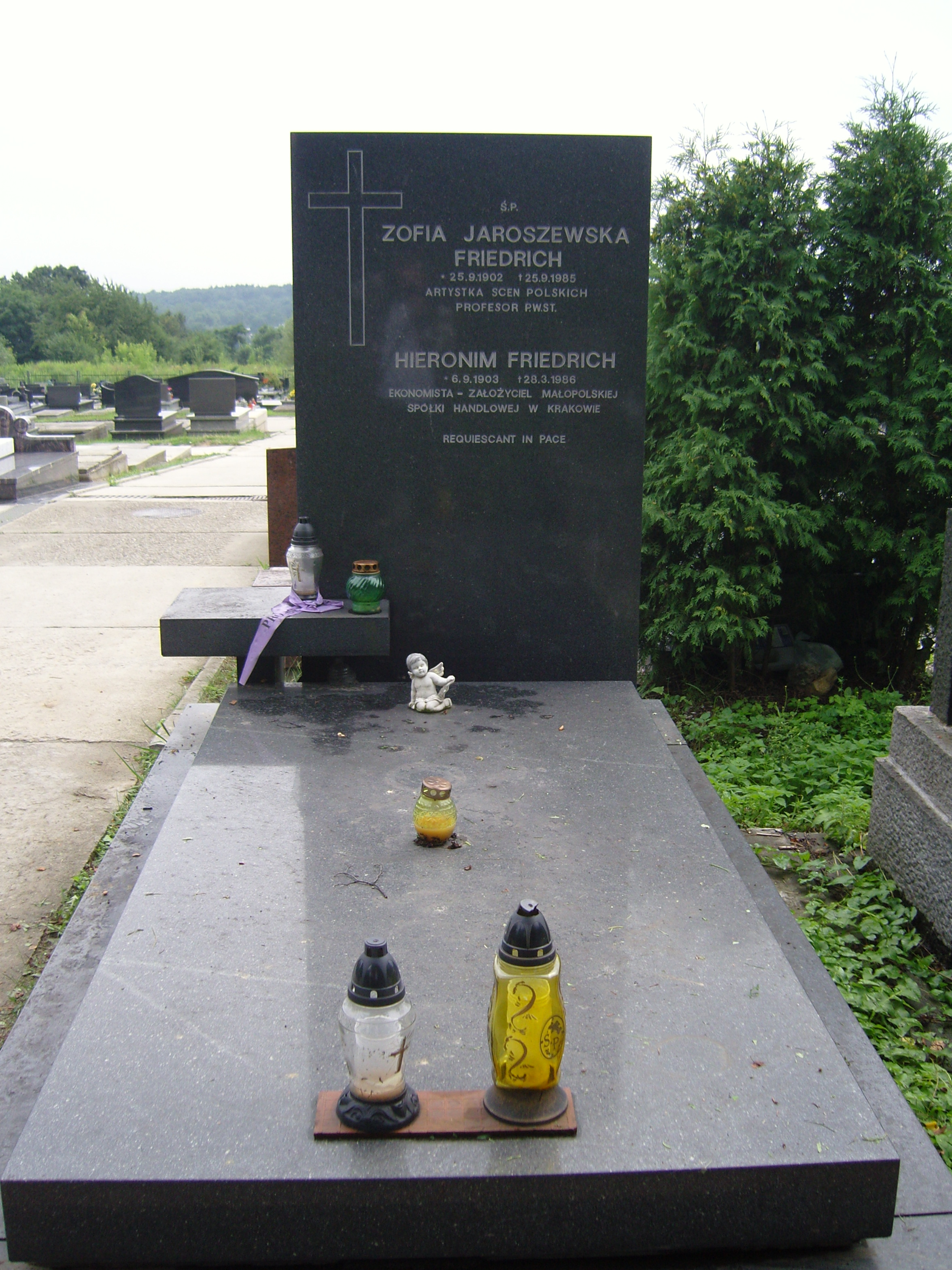
Das Grab der Schauspielerin auf dem Salwator-Friedhof in Krakau

Zofia Jaroszewska (verheiratete Zofia Jaroszewska Friedrich; * 25. September 1902 in Irbit, Russisches Kaiserreich; † 25. September 1985 in Krakau) war eine polnische Schauspielerin.

## Leben
Zofia Jaroszewska wurde 1902 in Irbit im Ural geboren. Sie legte 1920 ihr Abitur ab und studierte am Warschauer Musikkonservatorium für kurze Zeit Klavier. Im Anschluss wechselte sie an die dortige Schauspielschule, wo sie 1921 bis 1922 studierte. Ihr Theaterdebüt gab sie nach Abschluss ihres Studiums am Polnischen Theater in Vilnius, als sie am 29. September 1923 in Zygmunt Krasińskis Stück Irydion die Elsinoe verkörperte. Dann folgten Stationen in Krakau und Warschau, bevor sie 1928 zurück nach Krakau ging und am Słowacki-Theater bis zum Ausbruch des Zweiten Weltkrieges arbeitete. In den Kriegsjahren war sie am städtischen Elektrizitätswerk angestellt.
Nach Kriegsende blieb Zofia Jaroszewska in Krakau und spielte zunächst bis 1946 am Słowacki-Theater, anschließend von 1946 bis 1954 am Dramatischen Theater. Es folgte bis 1955 ein Jahr am Alten Theater, dann bis 1957 zwei Jahre am Słowacki-Theater, bevor sie wieder vier Jahre ans Alte Theater ging. Von 1961 bis zu ihrer Berentung im Jahr 1972 spielte Jaroszewska wieder am Słowacki-Theater. In den Jahren 1963 bis 1972 arbeitete sie auch als Dozentin an der Staatlichen Theaterakademie in Krakau.
Vor dem Zweiten Weltkrieg spielte Zofia Jaroszewska in zwei Filmen mit, erst mit Ende ihrer Theaterlaufbahn wirkte sie wieder als Schauspielerin in Kino- und Fernsehfilmen mit. Für ihre Rolle in dem 1975 veröffentlichten Film Dom moich synów wurde sie beim Polnischen Filmfestival Gdynia (damals noch in Danzig verliehen) als Beste Hauptdarstellerin ausgezeichnet.
1970 heiratete Jaroszewska den verwitweten Hieronim Friedrich (1903–1986). Die Schauspielerin starb an ihrem 83. Geburtstag in Krakau  und wurde auf dem dortigen Salwator-Friedhof beigesetzt. Hieronim Friedrich starb ein halbes Jahr nach ihr und fand seine letzte Ruhestätte neben ihr.

## Filmografie
- 1922: Zazdrość
- 1933: Dwanaście krzeseł
- 1975: Dom moich synów
- 1977: Lalka
- 1977: Erinnere Dich, erinnere Dich an alles (Granica)
- 1979: Die Mädchen von Wilko (Panny z Wilka)
- 1981: Okno

## Auszeichnungen
- 1975: Polnisches Filmfestival Gdynia – Beste Hauptdarstellerin (in dem Film Dom moich synów)